# China Girl
 China Girl és una pel·lícula estatunidenca estrenada el 1942 que segueix les aventures d'un fotògraf a la Xina i Birmània abans de la Segona Guerra Mundial. El film va ser dirigit per Henry Hathaway, protagonitzat per Gene Tierney, George Montgomery, Lynn Bari i Victor McLaglen. També va ser coneguda com A Yank In China, Burma Road i Over The Burma Road..

## Argument
Johnny Williams, fotògraf americà, aconsegueix evadir-se d'una presó japonesa amb el Major Bull Weed, gràcies a l'ajuda de l'amiga d'aquest últim, anomenada Fifi. Arriben a Mandalay, on es troba una base d'aviació americana, els "Tigres volants", operant pels xinesos. S'enamora d'una dona - Haoli- que resulta ser una xinesa que lluita per al seu país. Aquesta refusa les seves insinuacions, però Johnnys'assabenta que en realitat ha estat manipulat per Weed i Fifi, al servei dels japonesos. Tot i que s'havia negat en principi a ajuntar-se a la lluita contra els japonesos, marxa finalment amb Haoli a la Xina en el moment en què comença l'ofensiva japonesa. Haoli i el seu pare moren sota les bombes nipones i Johnny es converteix en el símbol del compromís americà a l'extrem-Orient, abans de l'atac de Pearl Harbor.

## Repartiment
- Gene Tierney: Miss Haoli Young
- George Montgomery: Johnny 'Bugsy' Williams
- Lynn Bari: Capità Fifi
- Victor McLaglen: Major Bull Weed
- Alan Baxter: L'aviador Bill Jones
- Sig Ruman: Jarubi
- Myron McCormick: Shorty McGuire
- Robert Blake: Chandu
- Ann Pennington: Sugar Fingers
- Philip Ahn: Dr. Kai Young
- Tom Neal: Capità Haynes
- Paul Fung: Governador japonès
- Lal Chand Mehra: Desk Clerk
- Kam Tong: Doctor japonès